# 현대 과학
현대과학(現代科學, 영어: modern science)은 1900년(20세기) 이후의 과학을 지칭한다. 20세기 이전의 과학은 근대과학(近代科學, 영어: modern science)이라고 지칭한다. 20세기에 들어서는 과학이 기술과 밀접한 관계를 갖게 되면서 이전과는 완전히 다른 양상이 일어나게 되었다. ‘과학 만능’이라는 말이 생길 정도로 과학은 사회로부터 절대적 신뢰를 얻게되었고, 과학과 과학자는 사회의 경제, 산업, 군사적 발전에 크게 관여하게 되었다. 하지만 20세기 중엽부터 전쟁과 생태계 파괴와 같은 인류 사회에 대한 책임이 과학에 돌려지는 반과학적 분위기가 나타나게 되었다.

## 특징

### 집단적 거대과학 형태의 연구

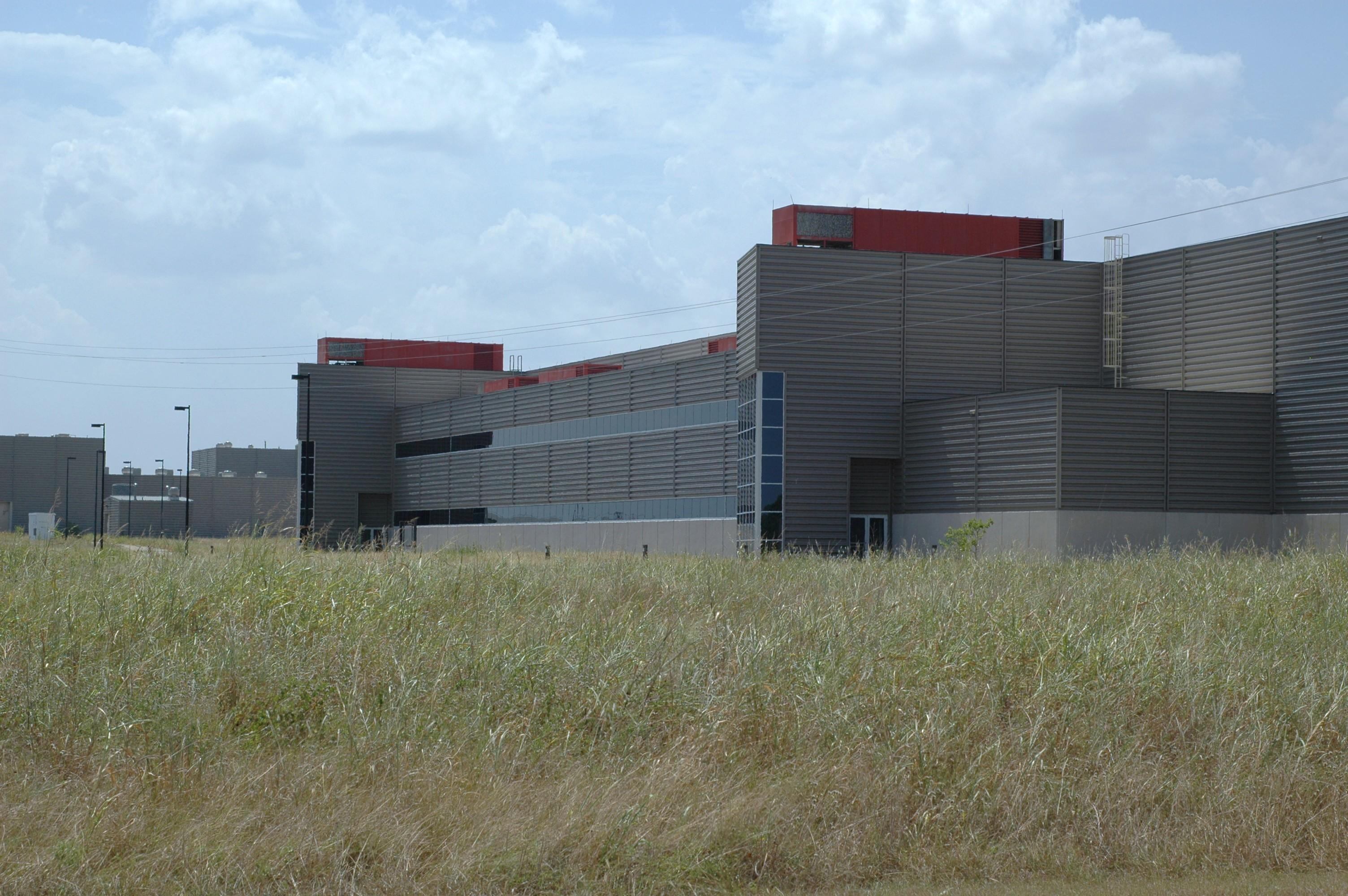
건설이 무산된 후 폐허로 변한 초전도초충돌자(SSC) 검출센터

제2차 세계 대전 이후에 발전된 과학의 두드러진 특징 가운데 하나는 연구의 규모가 거대화되었다는 것이다. 과거처럼 개인이나 작은 집단에 의해서 연구가 수행되는 것이 아니라 현재는 하나의 프로젝트를 전세계에서 수백, 수천 명의 과학자들이 협동하여 연구한다.
거대과학(Big Science)의 시초는 제2차 세계대전 중에 미국 정부가 국가적 차원에서 진행한 원자폭탄 개발 계획이다. 그 후 고에너지 입자 가속기를 이용하는 쿼크 입자 발견 계획, 미국 항공우주국의 우주 개발과 연관된 허블 우주 망원경 계획, 우주왕복선, 인간 게놈 계획, 제어 핵융합 연구 개발 계획 등 수많은 거대 규모의 연구들이 진행되어 왔다. 이들 연구의 공통점은 대량의 인적, 물적 자원을 필요로 하며, 첨단 기술의 범주에 해당하는 국가 전략 기술이라는 것이다. 1968년 인간의 달 착륙 성공으로 거대 과학 기술은 최고의 전성기를 맞이 하게 되었다.
거대과학 연구는 막대한 연구재원을 필요로 하기 때문에 연구 수행 당시의 경제사회적 요인에 크게 영향을 받을 수밖에 없다. 1980년대 후반, 미국 정부의 과학기술 예산이 급감하게 되자 1993년에 180억 달러의 자금이 필요한 초천도초충돌자(SSC) 검출기 계획이 무산되어 고에너지 물리학 연구를 크게 위축시킨 것이 대표적인 예이다. 거대과학 연구는 대학교나 연구소에서도 감당할 수 없을 정도로 막대한 금액의 연구기구에 의존하기 때문에 대기업이나 정부기관에 의존하지 않을 수가 없다. 과학자는 자신의 흥미에 따라 연구 주제를 선택하지 못하고 실험 장치의 성격에 따르게 된다. 또, 거대과학 연구에서는 기계 장치를 이용한 실험이 연구의 중요한 부분이 되면서 과학자 못지 않게 기술자와 기술의 역할이 커진다. 반면에, 과학자의 연구는 고도의 측정 기구가 출력해 내는 데이터를 분석하는 단순 반복적이고 지루한 작업으로 전락하기 쉽다. 또한 거대과학 연구에서는 운영상 위계 질서와 중앙 집권적 체계를 필요로 하기 때문에, 자율ㆍ창의적이어야 할 과학자의 연구 활동이 제한을 받게 되는 문제점도 있다.
과학이 거대화되면서 연구시설들이 한 곳에 모여서 거대한 과학 산업 단지(테크노폴리스)가 형성되게 되었다. 이러한 단지로 가장 유명한 곳이 1950년대부터 미국 스탠포드 대학교와의 산학 연계를 목표로 산업체들이 모여들면서 형성된 실리콘 밸리이다. 실리콘 밸리에는 스탠포드 대학교가 설립한 초단파(마이크로웨이브) 연구소, 선형 가속기 센터, 전자공학 연구소들이 있었는데, 휴렛 팩커드, 인텔, 텍사스 인스트루먼트의 창립을 선두로 100여 개 반도체 회사들이 인근에 설립되어 20세기의 반도체 혁명을 주도하게 되었다. 또, 1950년대 미국 항공우주국 샌프란시스코 지국과 록히드 항공사의 연구소가 실리콘 밸리에 설립되면서, 이 지역은 미사일 연구를 비롯한 초고속 항공 역학 연구의 중심지가 되었다. 스탠포드 대학교도 이러한 경향에 맞추어 항공공학, 재료공학연구의 비중을 늘려나갔다.
20세기 후반에는 분자 생물학 분야를 선도하고 있던 스탠포드 대학교의 생물학자들이 실리콘 밸리에 유전 공학 밴처 기업을 창업하면서 수많은 생명 공학 회사들이 줄줄이 세워지고, 오늘날 세계적 공학 기업들이 밀집하게 되었다. 실리콘 밸리가 이렇게 정부, 기업체, 대학교의 긴밀한 연계로 21세기 정보기술과 생명공학의 메카가 되자, 세계 각 국가들도 이에 자극을 받아 첨단 산업 단지 조성에 힘쓰고 있다.

### 학제간 연구의 발달
근대 과학이 발전해 가면서 과학은 계속 전문화ㆍ세분화되고, 다양한 과학들이 환원주의적 사고에 입각하여 연구 주제의 크기에 따라 정리되었다. 이러한 기조아래 작은 것의 성질이 큰 것들의 행동을 규정한다고 여겨졌기 때문에, 가장 작은 실체를 다루는 물리학이 가장 기본적인 과학이고 그 다음에 화학, 생물학, 위로 가서 심리학, 사회학이 배치되었다. 이러한 과학의 구분은 지식의 근본적인 구분이며 자연, 정신, 사회의 실제 질서를 반영하는 것으로 인식되어 대학교의 학과도 이런 방식으로 분류되어 갔다.
그러나 미국 뉴멕시코주에 복잡계의 연구를 위한 산타페 연구소를 설립한 주 인물인 노벨 물리학상 수상자 겔만의 표현대로 ‘제2차 세계대전 이후 학문 분야들에서 서로 합쳐지는 놀라운 현상’이 일어나고 있다. 이러한 학문 연계는 기존 원칙들을 묶는 것이 아니라 상이한 학과들에 존재하는 동형성을 추상화하여 새로운 주제를 만드는 식의 학과초월적 시스템이다. 동형성의 예를 들자면, 지수적 성장 법칙이 세균증식, 동식물 군체의 성장, 유전학, 사회학 등 전혀 다른 대상의 성장을 묘사하는 데 동일하게 적용되는 것이다. 다양한 학문을 연계시키는 중요한 예의 하나는 복잡계의 과학으로, 생물, 날씨, 증권시장, 기업경영, 역사, 도시 등 모든 물리적, 개념적 시스템들에 공통적으로 존재하는 법칙을 탐구한다. 이들 한 가지 시스템에서 발견된 법칙은 전혀 다른 성격의 시스템들에서도 거듭 발견, 적용됨이 밝혀지고 있다.
인지과학은 생물학과 철학, 심리학, 언어학 등의 인문사회과학, 수학, 물리학, 공학 등에서의 정량적 도구 및 기초이론, 그리고 컴퓨터과학 및 인공지능 분야에서의 정보처리와 관련된 개념을 통합하여 태동된 학제간 연구의 대표적인 예이다. 최근에 대한민국의 여러 대학교에서 설치된 생물정보학 센터 역시 컴퓨터를 이용한 가상 세포와 인공 세포 구현을 목표로 생물학, 수학, 통계학, 컴퓨터공학, 물리학, 화학 분야 과학자들이 참여하고 있다. 나노 기술 분야도 분자 기계를 만드는 화학자, 설계 프로그램을 만드는 컴퓨터 과학자, 분자의 위치를 정확하게 조정하는 주사 터널링 현미경 기술자 등 여러 분야가 연관되는 미래 과학의 형태인 것이다.

### 과학과 기술의 결합
자연 현상에 대한 체계적인 과학 지식이 인간의 물질 생활을 위한 기술과 연결되기 시작한 것은 과학 혁명기부터였다. 그러나 처음에는 아직 일반적인 과학 이론을 구체적으로 기술적 문제 해결에 이용하는 형태는 아니었다. 과학적 발견이 현대와 같이 직접적으로 또 신속하게 산업 기술에 응용되기 시작한 것은 19세기 중반 부터이다. 오늘날 과학에서의 발견은 즉각 기술에 이용되며, 기술의 협조 없이는 과학의 발전을 생각할 수 없는 등 과학과 기술 간의 구분도 무의미해졌다. 과학이 산업 기술에 새로운 이론을 제공하는 수준을 넘어서, 산업체가 먼저 과학에 문제를 의뢰하고 경제적 지원을 제공하고 나아가서 산업체가 직접 과학 연구를 수행하기도 한다.
과거에는 과학이 과학자 개인의 재능에 의한 우연한 발견들로 이루어졌으나, 현대에는 과학 연구가 처음부터 생산을 위해 계획되기 시작한 것이다. 과학이 후에 기술에 응용되는 것이 아니라 공업, 농업, 의학 등에서 인간에게 필요한 기술이 먼저 결정되고, 그에 따라 과학 연구가 계획ㆍ수행되는 것은 현대 과학의 큰 특성의 하나이다.
처음 과학과 기술이 결합된 분야는 당시의 새로운 과학 분야인 유기화학과 전자기학 지식을 바탕으로 하는 화학 염료 공업과 전기 공업이었다. 특히, 미국에서 일어난 전기 공업은 관련 과학 지식에 전적으로 의존하였기 때문에 많은 전기 공업 분야 회사들이 연구소를 설립하였다. 오늘날 세계적 과학 연구소로 알려진 미국의 제너럴 일렉트릭 연구소와 벨 연구소도 이런 식으로 설립된 것이다. 이들 연구소에서는 실용적 연구에 못지 않게 기초적인 연구도 이루어졌다. 순수 연구는 당장 활용 가능하지 않아도 훗날 응용처가 종종 나타나기 때문이다. 원자력 에너지, 컴퓨터, 유전공학은 이렇게 연구되었던 양자역학, 반도체 이론, 유전학 지식이 후에 응용된 좋은 예이다.

### 컴퓨터 모형화를 이용한 연구
과학 혁명 전까지 자연 과학의 지식 체계는 아리스토텔레스의 규범과 과학 분야 사이의 논리 관계에 따라 확립되었다. 이 시기에는 과학 기구 없이 마음과 생각의 논리적 질서를 이용하여 자연 현상을 탐구하였다. 그러다 근대에 현미경이나 망원경과 같은 도구가 발명되면서 분석적인 실험 과학이 발달하게 되었다. 20세기 후반에는 이론 과학과 실험 과학에 이어 계산 과학이 등장하였다.
컴퓨터 하드웨어와 소프트웨어의 놀라운 발전, 물리 현상을 모형화(시뮬레이션)하는 방정식 세우기, 이 방정식들을 푸는 뛰어난 알고리즘의 발전으로 실제 실험 능력을 훨씬 벗어난 가상 실험이 가능해진 것이다. 컴퓨터는 엄청난 양의 자료를 순식간에 처리하여 실재를 모형화해 주고 전통적 분석 도구들과는 다른 형태로 지식을 끌어내어 자연을 새로운 관점에서 보게 해 준다. 컴퓨터 모형화는 실제 실험이 아니고 기본 이론에 대한 유사 계산에 불과하다는 비판도 있으나, 과학자들은 자연도 하나의 아날로그 컴퓨터로 볼 수 있다고 말한다.
즉, 뇌, 날씨, 태양계, 양자론의 입자는 모두 자연 법칙의 결과를 계산하는 컴퓨터로 볼 수 있다는 것이다. 자연의 법칙은 알고리즘으로서 실제 프로그램이 컴퓨터에 대해 하는 것처럼 시간에 따른 그 계의 발전을 다스린다. 이런 관점에 의하면 태양 둘레를 돌고 있는 행성들은 시시각각 뉴턴 법칙을 계산하고 있는 것이다.
21세기의 과학은 실세계를 정밀하게 관찰하고, 관찰 결과를 컴퓨터로 모형화하는 식으로 발전해 갈 것이다. 전통 실험에서는 실세계에서 무슨 일이 일어나는지 알기 위해 능동적으로 조건들을 바꾸어 보는데, 별의 내부 같은 자연계는 실험을 전혀 할 수 없다. 이 때 해 볼 수 있는 유일한 방법은 컴퓨터 모형화이다. 윤리적인 문제로 실제 실험을 할 수 없는 사회 과학과 심리학의 경우에도 컴퓨터 모형화는 강력한 연구 도구가 되고 있다. 분자를 설계하는 화학자들도 컴퓨터를 통해 분자의 압력과 응력을 분석하고 구소작 어떻게 변할 것인가 알아보는 등의 모의 실험을 한다. 실제로 이들 화학 공학자들의 연구는 실험하는 시간보다 컴퓨터 프로그램을 만들고, 컴퓨터를 이용해 계산하는 시간이 점점 더 많아지고 있다.
복잡계의 과학은 오로지 컴퓨터의 발달로 가능해진 학문으로, 컴퓨터가 일차적 도구이다. 자연의 복잡한 현상들에 대한 방정식은 대부분 수많은 변수가 들어 있어 해석적으로 풀 수 없는 비선형 방정식들인데, 컴퓨터는 이들을 수치적으로 해석하여 비선형 결정론적 방정식에 숨어 있는 혼돈을 보여 주었다. 날씨, 신경 그물, 심폐계, 진화, 면역 반응, 세계 경제 등 많은 복잡한 현상들이 컴퓨터를 이용해 수학적 모형으로 기술되고 해석되었다. 자연 과학 뿐만 아니라 경제학, 정치학, 심리학 등 사회 과학에도 적용되어 사회의 새로운 실체를 보여 주고 있다. 진화 현상에 대한 컴퓨터 모델링은 어떤 생물종이 번성, 멸종케 되는지까지 짐작하게 해 준다.

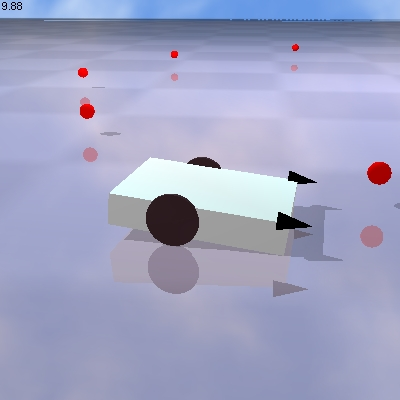
컴퓨터를 이용한 인공생명의 관찰

생명 과학 연구도 생체 실험(in vivo)에서 시험관의 실험(in vitro)으로, 생명 모의 실험(in silico)으로 옮겨가는 중이다. 가상 세포 혹은 인공 세포는 세포의 대사 회로를 그대로 흉내내도록 만든 컴퓨터 프로그램이다. 미래에는 가상 세포를 이용해 원하는 물질이 세포 내에서 만들어지는 과정을 모의 실험함으로써 신약 개발 연구에 소요되는 시간과 비용을 획기적으로 줄일 수 있을 것으로 기대되고 있다.

### 시스템적 사고의 등장

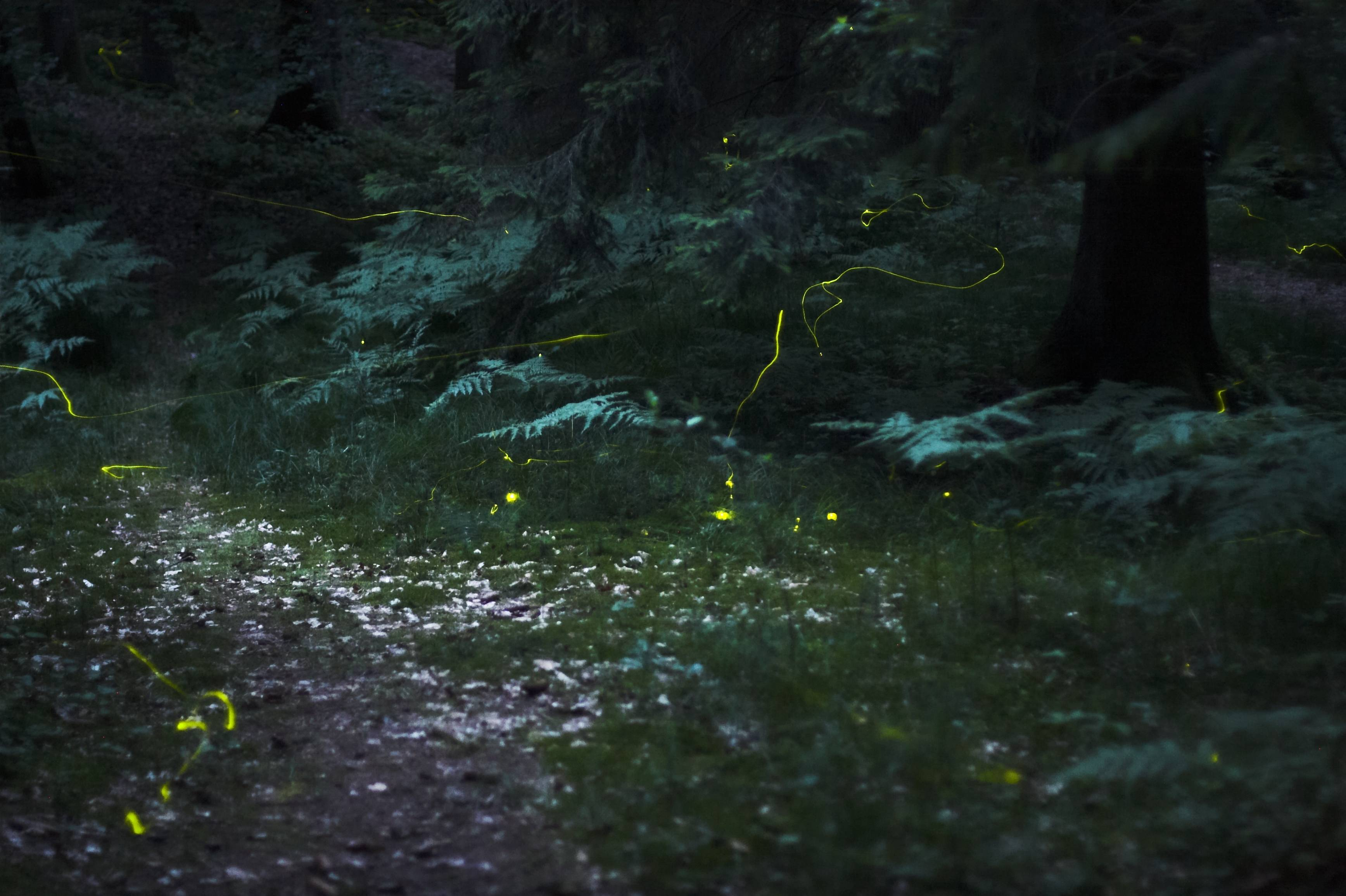
반딧불이 반딧불이는 짝짓기 신호로 빛을 내는데, 한마리가 반짝이기 시작하면 그 지역에 있는 반딧불이 전체가 반짝인다. 처음에는 무질서하나 곧 질서가 나타나 30분 후 모든 반딧불이가 매초마다 동시에 깜빡이다. 최근에 이것은 자기 조직화 현상으로 연구되고 있다.

20세기에는 과학과 산업의 발달이 가져온 폐해에 대한 사회적 각성으로 과학의 절대성에 대한 회의와 비판의 시각이 대두되었을뿐만 아니라 과학 내에서도 기존의 환원주의적 연구 방법의 한계가 드러나고 새로운 과학관이 등장하기 시작했다. 과학 혁명기에 확립된 환원주의 과학관은 생물을 포함한 전 우주의 복잡한 현상을 이루는 가장 작은 부분까지 쪼게어 분석함으로써 전체에 대한 이해에 도달하려는 방법이다. 이 세상을 고립된 구성 재료들로 조립되어 정확하게 운행되는 기계로 보는 환원주의적 세계관에서는, 일어나는 모든 사건에는 명확한 원인이 있고 어느 한 시점의 상태를 상세히 알면 미래의 결과도 정확하게 예측할 수 있다고 본다. 자연을 객관적으로 정확하게 측정하고 미래를 예측할 수 있기 때문에 과학 연구는 정당화되어왔던 것이다.
그러나 사회나 생태계에서는 구성 성분들이 고립된 것이 아니라 유기적으로 연결되어 상호 작용하고, 그 결과 각 성분들이 가지고 있지 않은 새로운 특성이 전체적으로 창발된다. 이러한 시스템에서 전체는 부분들의 합보다 크다. 따라서 그 시스템을 구성성분들로 쪼개면 시스템의 특성은 사라져 버린다. 예를 들어, 생명을 이해하기 위해 생명체를 DNA와 탄소, 수소, 산소 단위까지 쪼갤 경우 생명의 특성을 사라지게 된다. 1932년 양자론으로 노벨상을 받은 하이젠베르크는 부분이 모여 전체의 특성을 결정하는 것이 아니라 전체의 특성이 부분의 특성을 결정한다는 사실에 큰 충격을 받고 자서전의 제목을 《부분과 전체》라고 붙였다. 오늘날의 시스템의 개념은 국제 경제학, 군사 전략, 의학, 심리학, 뇌신경학, 생태학 등 모든 학문 분야에서 활발하게 적용되고 있다.
물리학의 기계론 모형은 윌리엄 하비의 혈액 순환 현상에 처음 적용되어 뛰어난 성공을 거두었지만, 소화, 신진대사 등에는 잘 적용되지 아니했다. 그러나 생물이 복잡한 화학 과정을 포함하기 때문에 매우 복잡해 보일 뿐, 모든 생명 현상, 심지어 인간의 인지 작용, 감정, 도덕감도 결국 물리와 화학의 기본 법칙으로 환원시켜 설명할 수 있으리라는 믿음은 최근 까지도 계속되었다. 그 결과 20세기에 유전 현상을 나타내는 근본 물질인 DNA의 분자 구조가 밝혀지고, 2001년 인간 유전체의 30억 개 염기 서열을 분석하는 개가를 올렸다. 그러나 환원주의 연구 방법의 한계는 생물의 발생과 분화, 체온과 같은 내부 항상성 유지, 뇌의 기억과 학습 능력과 같은 주제에에서 곧 드러난다. 세포를 이루는 분자들의 특성에 대해 아무리 상세히 안다고 하여도 세포들이 전체로서 어떻게 통합되어 들어가 그러한 생명현상을 나타내는지는 이해할 수 없는 것이다.
2001년 발표된 인간 게놈 프로젝트 결과에서 가장 충격적인 사실은 인간의 유전자 수가 예상보다 훨씬 적은 3만여개 라는 것이었다. 이것은 유전자들이 고립적으로 작용하는 것이 아니라, 유전자들이 다양한 방법으로 긴밀한 연결 관계를 맺는 과정에서 다양한 생명 현상이 나타남을 의미한다. 따라서 인간 유전체가 밝혀진 21세기 포스트 게놈 시대에 생물학자들의 관심은 개별 유전자에서 유전자들 전체의 상호 작용 패턴으로 이동하였다. 비로소 생물학에서도 시스템적 시각이 적극적으로 적용되기 시작한 것이다.
19세기 말에 시작된 생태학은 시스템적으로 연구되는 대표적인 생물학 분야이다. 생태학은 지구 가족의 구성원들을 연결하는 전체적 관계에 대해 연구하는 학문으로 20세기 말부터 산업화에 의한 환경 문제가 심각해지면서 주목받기 시작하였다. 최근에 확립된 시스템 생태학은 집단과 연결망이라는 개념을 제공하여 시스템적 사고를 더욱 풍부하게 발전시켜 주었다.

### 복잡계 과학의 발전

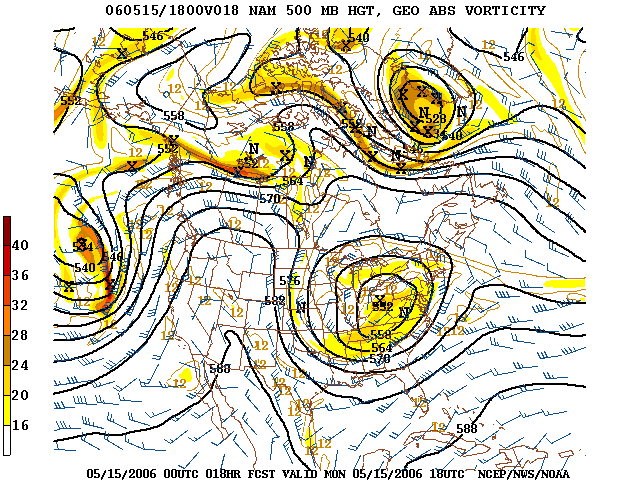
복잡계 과학 주가 예측, 뇌, 교통 흐름, 전쟁, 날씨와 같은 무질서하게 보이는 현상에서 보편적인 질서를 찾으려는 연구를 복잡계 과학이라고 한다. 이들 중 가장 앞선 연구 분야는 기상 예측으로 정확도는 약 80%이다.

원래 근대 과학의 초석이 되는 뉴턴의 역학은 한 두 가지 요소만 관계하는 단순계에 대한 법칙으로, 태양과 지구, 지구와 달과 같이 두 행성의 역학 관계로부터 밀물과 썰물을 정확하게 예측하게 해 준다. 그러나 행성이 3개만 되어도 수학적으로 해를 구하는 것은 불가능하다. 따라서 그 동안 많은 과학자들은 변수가 많고 복잡한 현상은 단순화와 이상화를 통해 근사값으로 처리하였다. 그러나 현대에 컴퓨터의 비약적인 발달은 복잡한 현상을 새로운 방법으로 분석할 수 있게 해주었다. 그 결과 복잡계를 지배하는 법칙을 탐구하는 복잡계의 과학이 20세기 후반부터 크게 발전하기 시작하였다.
자연을 가장 단순한 단위로 환원시켜 해명하는 단순성의 과학은 그 동안 인류의 자연에 대한 이해를 심화시켜 주고, 세탁기를 만들고, 첨단 의료 장비를 만들고, 인공위성을 쏘아올리는 등의 기술로 연결되어 인류의 생활 향상에 눈부신 공헌을 하였다. 그러나 인간이 일상에서 경험하는 자연은 한 두 가지 성분이 아니라 복잡하게 상호 작용하는 수많은 요소들이 집단적으로 보이는 현상이다. 레이저 광선, 토네이도, 열대류 현상과 같은 물리 현상이나 생명체, 생태계와 같은 복잡계는 그것을 이루는 분자와 원자의 성질을 아는 것만으로는 결코 이해되지 않는다. 구성 요소 자체의 특성이 아니라 그것들이 거시적으로 조직되는 패턴에 의해 전체의 성질이 결정되기 때문이다.

## 현대 과학과 사회

### 과학과 사회의 밀접한 관계

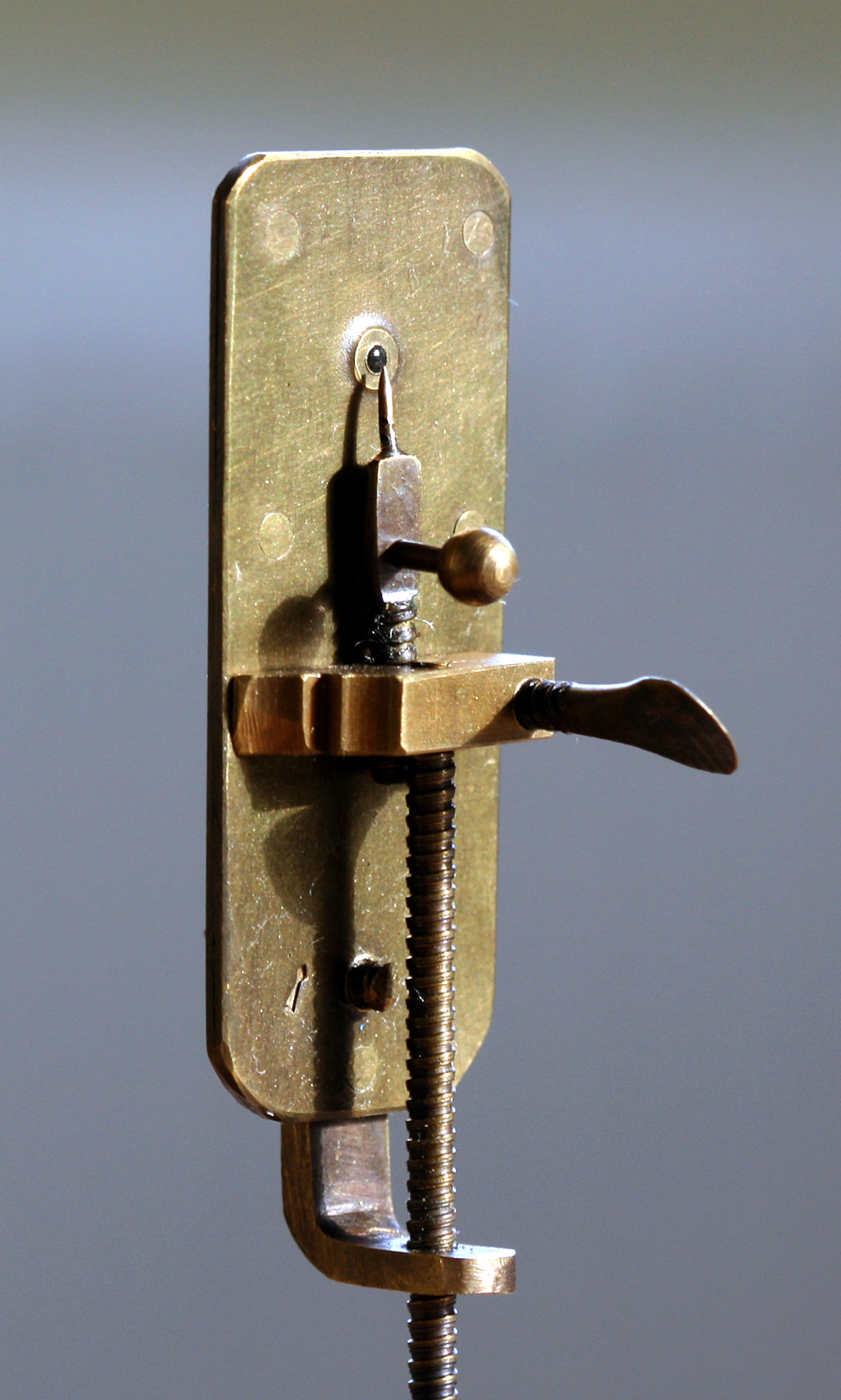
최초의 현미경 17세기 네덜란드의 부유한 직물상 레벤후크는 직물의 직조 상태를 평가하기 위해 금으로 이러한 현미경을 여러개 제작하였다. 레벤후크는 그의 현미경을 활용하여 연못물, 침 등에 들어있는 미생물도 관찰하고 학회에 발표하기도 하였다.

과학의 일반적 발전 방향과 속도는 사회 경제적 요인의 영향을 받으며, 동시에 과학의 발전은 정치, 경제 등 사회의 진로를 크게 변화시킨다. 인류의 역사에서 과학의 변천 과정을 살펴보면, 과학은 분명히 사회ㆍ문화적 토대와 관계가 있음을 알 수 있다. 그리스 로마 시대에서 중세까지는 세부적 관찰을 할 수 있는 도구가 없었을 뿐만 아니라 당시 통치자는 국가의 화신이며 국민은 의미 없는 노예로 간주되는 사회였기 때문에 과학도 자연을 하나의 전체로 보는 전체론적 방법을 기초로 하였다.
16, 17세기에는 현미경, 망원경 등의 자연을 자세 분석할 수 있는 도구가 발명되면서 과학은 자연을 수많은 조각으로 나누어 부분적으로 연구하는 환원주의 방법으로 전환되었다. 환원주의는 당시 사회에 형성된 자본주의의 사유 재산 불가침과 개인적 자유 지향의 시대 정신에 부합하면서 크게 발달하게 되었다.
20세기 후반에 와서 전체론적, 혹은 시스템적 과학 연구 방법이 다시 등장하였다. 이것은 자본주의와 과학 기술의 폐단에 대한 비판과 함께 세계와 인류의 공동 번영 없이는 한 나라나 개인의 번영도 지속될 수 없다는 사회적 지각, 부분에서 전체로 관심과 중요성이 이동한 것을 그 토대로 한다고 볼 수 있다.

### 사회적 구성물로서의 과학
과학은 오랫동안 독립적이고 객관적인 형태의 지식으로서 인간 사회의 외부에 존재하면서 사회의 발전을 촉진한다고 믿어졌다. 따라서 과학의 권위는 확고하였다. 그러나 1960년대부터 베트남 전쟁에서 사용된 대량 살상 무기, 산업화가 초래한 환경 오염에 대한 사회적 비판 의식이 팽배해지기 시작하였다. 과학 기술이 합리적이기는커녕 국가 권력과 자본의 지배 수단이라고 보고, 과학 기술의 가치를 근본적으로 문제 삼기 시작한 것이다. 과학 기술에 대한 엄밀한 비판 분석의 필요성과 과학 연구 활동을 보호할 필요성을 모두 인식하여, 1970년대 초 미국과 영국의 대학교들은 ‘과학 기술과 사회(STS)’ 프로그램들을 교과 과정에 넣었다.
과학 기술의 여러 측면들을 연구하는 학제간 STS 프로그램과 함께 과학에 대한 사회학적 분석도 나타났다. 즉, 과학 지식은 보편 합리적인 것이 아니라 인간 상호 작용의 결과물, 즉 사회적 맥락 속에서 구성되는 인공물이라고 보는 것이다. 과학이란 실험과 관찰, 그리고 관찰된 현상에 대한 해석과 의미 부여의 과정인데, 과학적 해석이 사회적 협상을 통해 선택되고 안정화되므로 과학 기술은 사회적 과정을 초월해서 구성될 수 없다. 관찰된 사실은 이론 중립적이거나 보편적이지 않으며, 어떤 이론으로 해석하느냐에 따라 의미가 달라질 수 있다.
또한, 관찰과 해석은 실제로는 구분되지 않는 동일한 과정의 두 가지 국면에 불과하다고 본다. 자연 법칙의 보편성은 자연의 고유한 속성이 아니라 과학자의 설명 방식에 의해 만들어진 속성이며, 과학 지식의 타당성은 불변의 기준에 의해 가려지는 것이 아니라 과학자들 사이의 암묵적 타협에 의해 결정된다는 것이다. 따라서 당시의 정치ㆍ사회ㆍ문화적 영향을 받게 된다.
과학 철학자들은 과학 지식이 과학계에 대한 절대적인 지식이며, 사회ㆍ문화적 영향과 무관하다는 과거의 시각도 오류이지만, 사회적 요인이 개입된다고 해서 과학이 실제하는 자연을 전혀 반영하지 않는다고 보는 것도 옳지 않다고 말한다. 과학은 사회적 이해 관계와 자연의 물리적 속성 두 가지에 의해 구성된다고 보는 것이 균형 잡힌 시각일 것이다.
과학 지식을 특정 시대의 사회적 협상을 통해 선택ㆍ구성되는 것으로 보는 새로운 통찰은 서양 근대 과학이 인류에게 유일한 진리이자 발전의 길이라고 신봉했던 단일적, 권위주의적인 과학 질서로부터 인류의 다양한 문화의 가치를 인정하는 21세기의 다원적, 민주주의적인 질서로의 이행 가능성을 뒷받침해 준다. 근대 과학 기술은 근대 서구의 부르주아 백인 남성 문화의 자연 정복적인 세계관에서 배태된 것이므로 21세기의 다른 상황에 처한 인류는 변한 환경에 맞는 더 바람직한 대안적 과학 기술을 선택ㆍ구성할 수도 있음을 시사한다. 현재 서구 과학 기술의 문화적, 성적 편향성을 비판ㆍ지양하는 대안 과학 기술들로 ‘생태주의 과학 기술’과 ‘페미니스트 과학 기술’들이 모색되고 있다.

### 과학 문화와 과학의 대중화
인류의 미래는 의화나 정당이 아니라 과학자의 실험실에서 탄생한다고 보는 견해가 있듯이, 현대의 과학 기술은 경제력, 군사력 등과 함께 국가 경쟁력의 중요한 원천으로 인식되고 있다. 그러나 과학의 발전을 위해서는 예산을 늘리고 과학자들이 노력하는 것만으로는 안 되고, 일반 대중이 과학 기술을 이해하고 존중하는 사회 수용 능력이 발전해야 한다. 이러한 인식에서 1990년대부터 과학 기술 문화에 대한 논의가 시작되었다. 이로부터 과학 기술자에게 연구 내용 및 성과를 사회에 설명하는 의무를 부과하여, 과학 연구와 대중 사이의 상호 이해를 증진시키며 과학 기술의 원리 및 동향에 대한 국민의 흥미와 관심을 키우고, 과학 기술의 발전 방향에 대한 사회적 토론을 촉진하는 것 등을 내용으로 하는 과학 문화 사업이 펼쳐지고 있다.
생명 공학, 원자력, 컴퓨터 기술과 같이 사회에 파괴적 충격을 줄 위험성이 내포된 과학 기술은 과학 기술자들이 토론의 장을 마련하여 자신들의 연구에서 야기될 수 있는 문제들을 제기하고 해결을 하기 위한 노력을 기울여야 한다. 또, 소수의 과학자들의 판단에만 맡겨 두기에는 이들 과학 기술과 관련된 사회적 이해 관계가 너무 복잡하기 때문에 사회의 다양한 계층의 사람들이 관심을 갖고 사회적 합의를 이루어 나갈 필요가 있다. 대한민국에서 최근에 생명 윤리 자문 위원회가 생명 공학 관련 문제에 대하여 전문가들이 정확한 정보를 제공하고, 시민들이 참여하는 토론회를 열어 부작용을 사전 방지하고, 바람직한 발전 방향을 제시한 것은 좋은 출발이었다. 이러한 실천은 과학 기술을 일상 생활과 융합시키고 과학 문화를 형성하는 좋은 기회가 된 것으로 평가된다.
과학 기술은 과학 기술자라는 특수한 집단에 의해 행해지는 활동으로 일반 대중의 생활 바깥에 있다는 인식을 계몽하는 것을 목표로 과학의 대중화 운동도 진행되고 있다. 전문환된 과학 기술 내용을 일반인들에게 보급ㆍ이해시키고, 새로운 과학 기술에 대한 대중의 수용 태세를 증진시킴으로써 과학의 발전에 이바지 할 수 있기 때문이다. 이를 위해 설립된 한국 과학 문화 재단은 과학 문화 확산을 위해 과학 축전, 과학 경진 대회들을 개최하고, 과학 문화 기반 확충을 위한 과학상 제정, 우수 과학 도서 인증 사업, 학술회의 개최들을 지원하고 있다. 또, 대중 매체 사업 운영 등의 구체적인 활동도 벌이고 있다.

## 현대 과학의 과제

### 핵무기 개발 억제

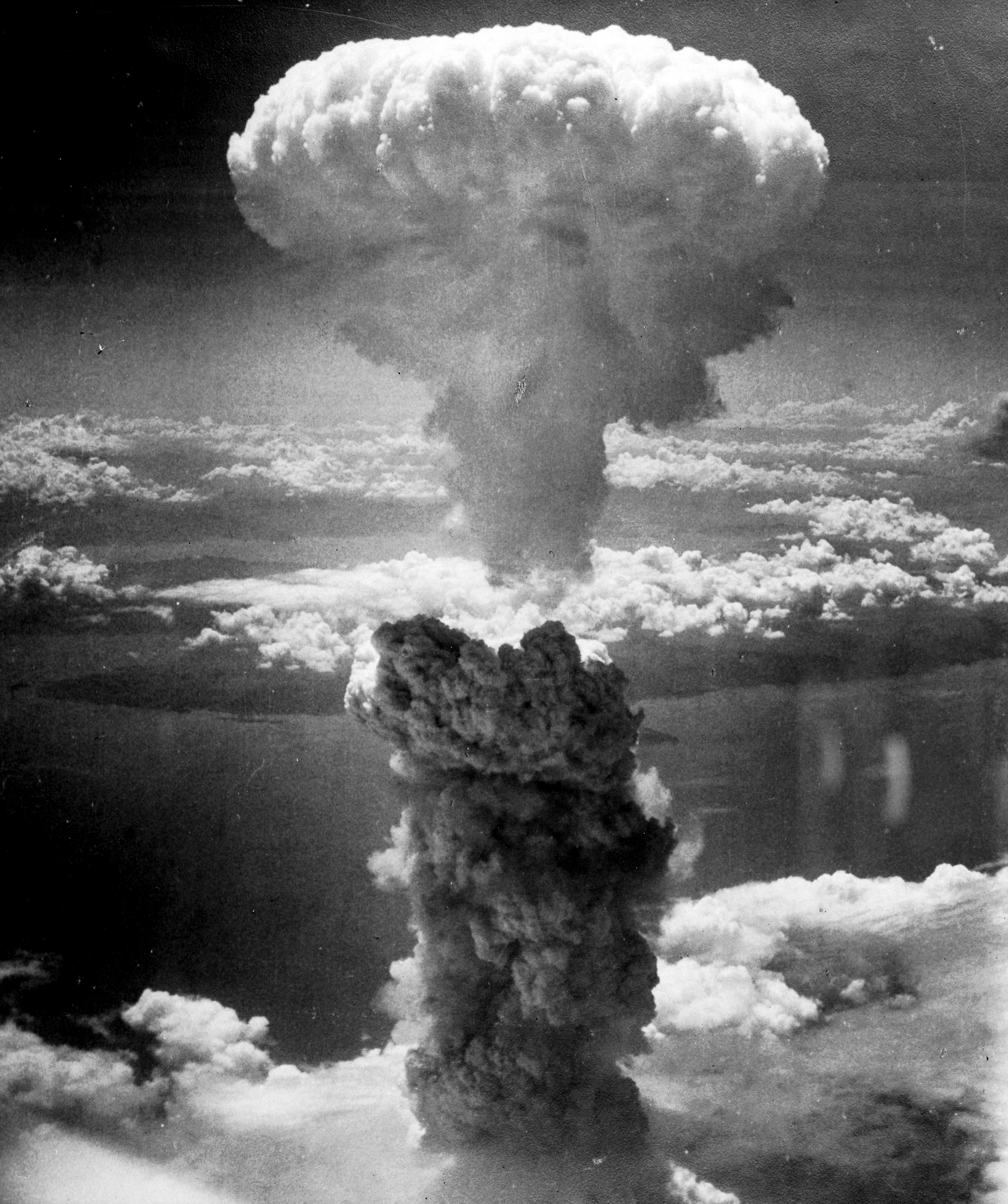
히로시마 원자 폭탄 투하 1945년 8월 6일 히로시마에 우라늄-235로 제작한 핵폭탄이 투하되어 34만의 인구 중 10만여명이 사망하고, 도시 전체가 폐허로 되었다.

20세기 과학의 발전은 전쟁을 위한 군사 장비 개발과 생산의 필요성에 큰 영향을 받으며 전개되었다. 전쟁의 양상 자체도 과학에 의해 크게 달라졌음은 21세기의 첫 전쟁인 아프가니스탄과 미국의 전쟁에서 나타났다. 핵에너지는 평화적ㆍ합리적으로 활용되기만 하면 좋지만 제2차 세계 대전 시 핵폭탄이 대량 살상 무기로서의 위력을 떨쳤듯이 악용될 경우 인류의 존속에 큰 위협으로 된다. 현대 사회에서 핵무기는 인류의 애물 단지가 되었다. 강대국들이 핵폭탄을 다량 보유하고 있으며 필요 시 사용할 수도 있다는 위협은 국제 관계를 악화시키고 테러를 확산하여 전세계를 절망 속에 빠뜨리고 있다. 한 연구에 의하면 현재 인류가 보유한 핵폭탄의 1/10만 사용해도 인류가 멸망할 것이라는 보고도 있다.
핵분열 반응을 이용한 원자력 에너지는 고갈되어 가는 화석 연료에 대한 대체 에너지로 기대되고 있다.
하지만 1979년의 미국 스리마일섬의 원자력 발전소의 방사능 누출 사고 이후 안전성 문제와 엄청나게 비싼 건설 비용 때문에 원자력 발전소의 건설이 여러 나라에서 현저하게 줄어든 것이 사실이다. 원자력 발전의 문제로는 우선 핵분열 반응에서 연료로 쓰고 남은 찌꺼기 우라늄 광석의 방사능 반감기가 수억 년이라는 것이다. 인간 문명의 역사도 겨우 수천 년에 불과한데 이보다 더 오랜 기간 핵폐기물 방사능이 누출되지 않도록 안전하게 보관한다는 것은 매우 난감한 문제이다. 이보다 더 심각한 문제는 핵 반응로는 1기당 원자 폭탄의 원료가 될 수 있는 플루토늄을 매년 수백kg을 부산한다는 것이다. 미국에서만 매년 40개의 원자 폭탄을 만들 수 있는 양의 플루토늄이 부산되고 있으며, 원자 폭탄 제조 기술은 이제 도서관에서도 찾아볼 수 있을 정도여서 민간단체나 테러기관이 원자 폭탄을 제조할 가능성까지 우려되고 있는 실정이다.
수소를 이용한 핵융합 에너지는 핵분열보다 훨씬 효율적이고 방사능 폐기물을 배출하지 않으며 원료인 수소를 바다로부터 무제한적으로 얻을 수 있다는 장점이 있다. 하지만 핵융합 에너지 발전소 건설에는 천문학적 건설 비용이 소요되고 기술적 문제가 산적해 있다. 따라서 모든 원자력 기술은 버터를 자르는 데 전기 톱을 이용하는 것과 같다 고 비유되기도 한다.
미국이 제2차 세계 대전에서 원자 폭탄으로 결정적인 승기를 획득하자, 핵무기 소유는 한 나라의 국력과 국제 정치의 핵심적 요소로 등장하고 모든 국가들이 핵무기 제조에 관심을 갖게 되었다. 그러나 대전 후 미국만이 핵을 독점하고 핵확산이 금지되었는데, 1949년 소련이 원자 폭탄 실험이 성공함으로써 미국의 핵독점은 끝나고 미ㆍ소는 치열한 핵무기 경쟁을 벌이게 되었다. 미국은 원자 폭탄보다 월등히 위력이 큰 수소폭탄 실험을 1952년에 성공하였고, 같은 해에 영국은 세 번째 핵무기 보유국가가 되었다. 이어서 프랑스가 1960년, 중화인민공화국이 아시아에서 최초로 1964년에 성공하여 제3세계 국가들의 핵무기 보유 의욕을 자극하였다. 중화인민공화국은 보유한 핵무기를 바탕으로 국력을 신장해 국제 연합 안전 보장 이사회 이사국이었던 중화민국을 몰아내고 그 자리를 차지하였다.
현재 세계의 핵무기 보유 국가는 미국, 소련, 프랑스, 영국, 인도, 파키스탄, 이스라엘 등이며, 보유 추정 국가로는 북한과 남아프리카공화국 등이 있다. 핵무기의 가공할 파괴력에 대한 경각심에서 1963년에는 핵실험 금지 조약이 미국, 영국, 소련에 의해 채결되었고, 핵 확산 금지 조약도 1970년 3월부터 발효되게 되었다. 그러나 핵 확산 금지 조악은 비보유국의 핵무기 보유를 금지하면서 안전을 보장해 주지 않고, 원자로의 국제 사찰도 비보유귝만 받도록 규정하여 핵의 평화적 이용까지 금지하기 때문에 이스라엘, 인도, 남아프리카공화국 등은 이 조약을 받아들이지 않고 있다. 핵보유국인 중국과 프랑스 역시 미소 위주의 조약 성격에 반발하여 서명하지 않으면서 효력을 한정시키고 있다. 2000년 현재 핵 확산 금지 조약의 채결국은 185개국이다. 대한민국은 1975년 정식 비준국이 되었으며, 북한은 1985년에 가입하였다가 1993년에 탈퇴 보류를 하였고, 2003년에 정식 탈퇴하였다.
제4차 중동 전쟁 이후 그 동안 세계가 절대적으로 의존하던 화석 연료의 한계에 대한 자각으로 안정적인 에너지 공급을 위해 이스라엘, 이집트, 이란, 브라질 등이 발전용 원자로를 건설하였다. 브라질의 시설은 농축 우라늄 제조 공장, 플루토늄 재처리 시설 등이 포함되어 핵무기 개발로 직결될 수 있다. 따라서 오늘날에는 핵무기 확산 방지보다 핵연료 사이클 평가가 더 효율적인 제재 조치로 여겨져 국제 회의가 활동 중이다. 핵 확산 금지 조약 가입국 중에서 핵무기 개발 의혹이 있는 국가는 국제 원자력 기구가 관련 시설을 1년에 3, 4차례 핵사찰 할 수 있게 되어 있다.
1992년 북한에 대한 핵사찰에서 신고한 플루토늄 보유량과 실보유량이 일치하지 않음이 지적되어 국제 원자력 기구가 녕변 원자력 연구소의 미신고 된 2개 시설에 대한 특별 사찰을 요구하였다. 북한은 사찰을 피하기 위해 핵 확산 금지 조약을 탈퇴할 것이라 국제 사회를 압박하였다. 이후 미국과 북한의 정치적 협상으로 1994년 제네바 합의가 채결되어, 북한은 핵개발을 포기하고 핵 확산 금지 조약 탈퇴를 보류하였으며, 한국과 일본, 미국 등의 국가의 지원을 받아 원자력 발전소 건설을 얻어내었다.

### 유전 공학의 생명체 조작
20세기 말 폭발적으로 연구 투자가 이루어진 생명 공학은 부족한 식량 문제 해결, 장기 공급, 난치병 치료에의 이용 등 긍정적인 측면도 있지만 잘못하면 핵무기와 같은 인류의 애물단지로 될 잠재적 가능성이 크다고 우려된다. 현재 생명 공학이 가장 가시적으로 이용되고 있는 분야는 농업과 의약 분야이다. 농업에서는 유전자 변형을 통해 농작물 수확량을 증산하고, 영향과 맛을 향상시키며, 치료용 물질을 생산하는 분자 농업을 주요 내용으로 한다.
그러나 유전자 변형(Genetically Modified, GM) 동식물에 대한 문제점이 계속 제기되고 있는 상태이다. 유전자 변형 농작물의 재배는 걷잡을 수 없는 환경의 유전자 오염 문제를 일으킬 가능성이 크다. 인간의 질병 연구를 위해 암, 당뇨병, 심장병 등의 질병 유전자들이 실험 동물에 도입되고 있는데, 주변 생물계가 그러한 질병 유전자로 오염될 경우 그 피해는 궁극적으로 인간에게 되돌아올 것이다. 또, 인류가 새로운 항생제를 개발해 낼 때마다 곧 그에 대한 내성 미생물이 진화하듯, 유전자 변형에 의한 곤충 내성 농작물의 경우 역시 내성 곤충이 선택적으로 진화되게 될 것은 분명하다. 인류가 항생제 사용을 시작으로 병균과 싸우기 위해 끊임없이 새로운 항생제를 개발하게 되었듯이, 끝없는 유전자 변형이 필요하게 될 것이다.
유전자 변형 농작물의 인체 유해성 여부는 아직 확실히 검증되지 않은 상태인데, 적절한 검사 체계가 아직까지 개발되지 못했기 때문이다. 유전자 변형 식품에 반대하는 사람들은 인류의 식량 부족 문제는 절대 생산량 부족이 아니라 분배의 문제라는 점을 환기시킨다.
현재 여러 가지 연구 및 상업적 목적으로 사람과 옥수수뿐만 아니라 딸기와 가자미, 진드기와 양, 쥐와 사람, 해파리와 원숭이 등 온갖 생물 종 사이의 유전자가 혼합되고 있다. 이렇게 동식물의 유전자가 혼합될 경우 생물 종의 구분이 무의미해지며, 생물의 정의와 존재 의미까지도 혼란에 빠트릴 수 있다는 점이 지적된다. 또, 종(種)간의 유전자 혼합을 통해 자연의 진화적 과정에 인간이 직접 개입함으로써 앞으로는 진화의 속도 및 방향이 인간 중심으로 진행되어 갈 것이다. 이럴 경우 미래 생태계와 인류에 구체적으로 어떤 영향을 미치게 될지 생태학자들이 연구하고 있는데, 인류가 처음 시도하는 새로운 기술의 잠재적 결과를 모두 예측한다는 것은 불가능할 것이다.
유전자 공학의 의학적 이용에 대한 우려로는, 사람의 생식 세포에 대한 유전자 변형이 가해질 경우 새로운 형태의 우생학이 출현할 수도 있다는 점이다. IQ, 신장, 용모, 비만증, 성별, 눈 색깔, 근육형태 등 원하는 특성의 아이를 주문 제작한다면 후세를 양육하는 것이 아니라 인간을 사육하는 것과 같을 것이다. 이전에는 화상이나 증상이 심각한 외상 환자에게만 시술되던 성형 수술이 오늘날 유행적으로 행해지고 있는 것처럼 생식 세포 유전자 변형도 결국 외모와 재능에 대한 인간의 편견을 심화시길 가능성이 매우 클 것으로 예상되고 있다.

#### 인간 복제의 문제
현재의 생명 공학 발전 속도로 보아 인간 복제도 머지 않아 가능해질 것이다. 핵무기가 완성된 뒤 통제권이 과학자들로부터 정치권으로 넘어갔듯이 복제 기술도 실현된 이후에는 과학자들로부터 유관 기업으로 지배권이 넘어갈 것이 분명하다. 인간 복제 관련 기술이 산업적으로 이용될 경우 엄청난 이익이 예상되기 때문에 복제 기술을 무작적 금지할 수는 없다는 주장이 조심스럽게 대두되고 있다.
현재 대부분의 국가들이 인간 복제 실험을 잠정적으로 금지하고 있지만, 향후 어떻게 변할지 아무도 모른다. 미국에서는 연구용 인간 배아를 자궁에 착상시켜 복제 인간을 만드는 것을 금지하지만 불임 치료나 선천성 질환 등의 연구를 위해 다량 복제하는 것은 허용하는 법안을 마련하였다. 그러나 교통 위반과 마약 매매가 관련법이 허술하여 일어나는 일이 아님은 누구나 아는 사실이다. 인간 복제 분야가 막대한 부가 가치를 창출할 것으로 예상되는 경우에는 복제를 바라보는 관점이 언제든지 달라질 수 있다. 1978년 체외수정을 통해 시험관 아기가 탄생했을 때, 처음에는 과학이 신의 노릇을 한다며 비판하는 여론이 강했으나, 그로부터 약 20년 이후 전세계적으로 인공 수정은 산부인과 병원에서 실행되는 일상적인 불임 치료 기술로 되었음을 상기할 필요가 있는 것이다.

#### 배아 연구
최근에 대한민국에서 인간 배아 연구 허용 여부에 대한 학계와 사회의 관심이 집중되고 있다. 배아가 어떤 종류의 세포로도 분화할 수 있는 줄기 세포의 원천으로 되기 때문이다. 줄기 세포는 세로 손상에 의한 질병에 획기적인 세포 치료 방법을 제공한다. 대한민국에서는 사회의 뿌리 깊은 남아 선호 사상으로 불임 시술이 일찍부터 발달하고 시술 빈도가 세계적인 것으로 알려져 있다. 따라서 생식 의학 기술의 수준과 냉동 보관된 잉여 배아의 양 또한 세계적인 수준이다. 대한민국의 과학자들은 이러한 여건을 활발히 의학 연구에 활용하고 있다.

#### 유전자 특허

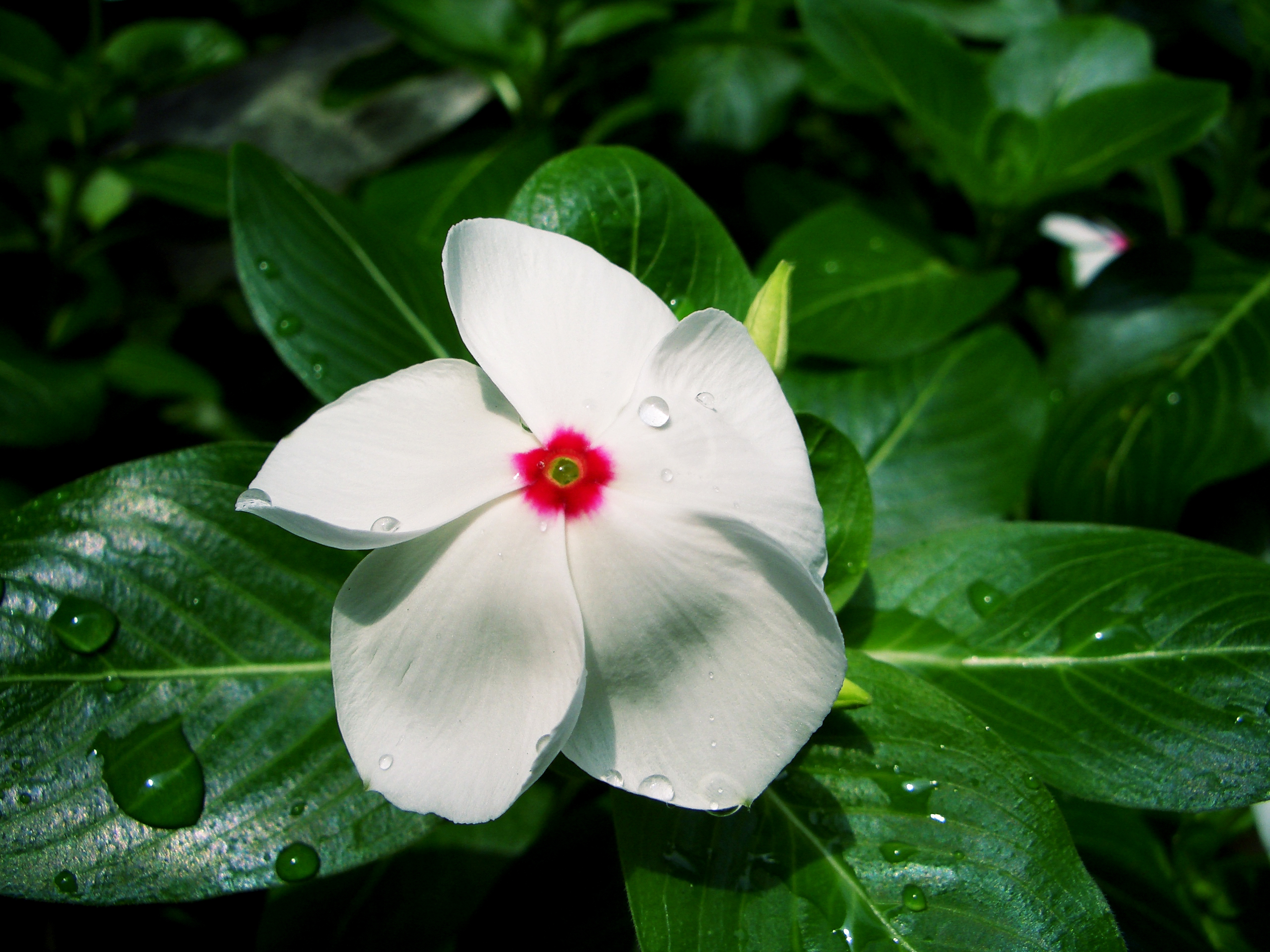
로지 페리윙클(Rosy periwinkle; Catharanthus roseus) 미국의 한 제약회사가 최근 마다가스카르 섬에 자생하는 이 식물에서 항암효과가 있는 알칼로이드를 추출하여 연간 2억불의 수입을 올리고 있다. 그러나 마다가스카르는 한 푼도 벌지 못하였다. 대한민국은 1994년 ‘생물 다양성 협약’에 가입한 이후 자연 환경 보존법이 개정되어 자생 식물 190종을 국외 반출 승인 대상으로 지정하였다.

유전자가 귀중한 자원이 되는 생명 공학 시대에 논란 거리의 하나는 유전자 특허 문제이다. 오래전부터 선진국의 제약 회사와 생명 공학 회사들은 세계 구석구석을 뒤져 특이한 동식물의 유전자형을 확보하는 데 막대한 자본을 투재해 왔다. 그러나 ‘토착민들이 조상 대대로 터득한 치료법을 산업체가 특허라는 이름으로 소유할 수 있는가’하는 비난을 받고 있다. 수대에 걸쳐 유전 자원으로 보존, 확장 시켜온 제3세계 토착민들의 전통적 지식은 보호 대상에서 제외하고 서방 과학 연구의 성과만을 보호하는 것이 올바른 지적 재산권 보호 정책이 될 수 없다는 것이다. 또, 환경 단체들은 살아 있는 생물의 일부인 유전자가 인간이 만들어 낸 발명품과 같이 특허권이 주어질 수 있는 대상인가 의문을 제기한다.

### 산업화에 의한 생태계 파괴
오늘날 인류의 물질적 성공과 번영은 분명히 유난히 큰 대뇌 피질을 진화시킨 인류의 사고 능력이 성취한 과학 기술의 결과이다. 그러나 20세기 후반부터 과학 기술을 통한 무한한 경제 성장이라는 믿음에 서서히 금이 가고 오히려 과학 기술에 대한 근본적 반성의 시각이 대두되기 시작하였다. 고도의 이성의 산물인 핵무기와 생명 공학이 오히려 인류의 존립 자체와 인간성의 의미를 위협하게 되었으며, 자연에 대한 객관적 관찰과 이용을 촉구하는 환원주의적 과학 정신은 마침내 자연의 황폐화와 심각한 지구 환경 파괴를 가져왔기 때문이다.

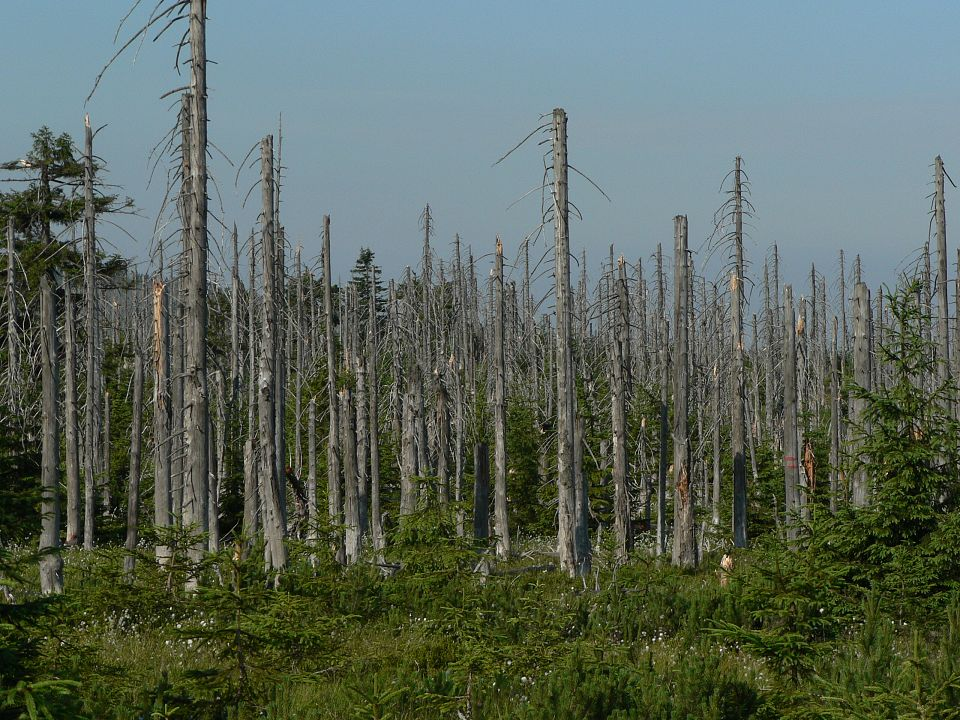
산성비 피해를 입은 침엽수림 화석 연료가 연소되고 남은 황과 산화물이 대기에 축적되어 북동유럽지역에 pH가 3인 산성비가 내려 큰 피해를 주고 있다.

사실 400만 년 인류의 역사에서 과학 기술을 기반으로 하는 대량 생산과 소비의 산업 문명의 시간은 300여 년에 불과하다. 그러나 지구 온난화, 이상 기온, 오존층 파괴, 열대 우림 파괴, 수많은 생물의 멸종 위기, 생물 다양성 파괴, 대기와 육지와 대양 오염, 소음 공해, 산성비, 핵폐기물 등 그 몇 세기가 지구 생태계에 미친 영향은 엄청나다. 과학 기술이 인류와 지구 생태계 전체의 생존에 위협이 될 수 있음을 처음으로 인식하고 사회에 경고한 사람은 미국의 해양 생물학자 레이철 카슨이었다.
생태계 보존의 중요성에 대한 자각으로 생태학 운동을 선도하는 세계 감시 연구소는 지속가능성의 개념을 다음과 같이 정의하여 다양한 생태 운동의 기초를 마련하였다.
| “ | 지속 가능한 사회는 미래 세대의 번영을 파괴시키지 않으면서 자신들의 요구를 만족시키는 사회이다. 지속 가능한 공동체는 앞으로 태어날 세대들의 기회를 박탈하거나 줄이지 않으면서 현재 세대의 욕구를 충족시킬 수 있는 사회 문화적 환경을 창출한다. | ” |

노르웨이의 사상가인 아네 나에스(Arne Næss)가 1973년 그의 글에서 처음 사용한 심층 생태학(Deep ecology)도 생명에 대한 새로운 과학적 이해를 바탕으로 한 생태적 사상이다. 심층 생태학은 인간, 특히 서구 문명이 자연에 대해 가지고 있는 태도와 관점을 근본적으로 깊이 회의한다. 산성비에 죽어가는 도시의 나무와 곤충들의 문제를 해결하기 위해 산성비에 저항성 있는 종을 개발하는 것은 심층 생태학적 방법이 되지 못한다. 원래의 동식물은 그대로 보존하고, 화석 연료 연소물인 황화물을 생산하지 않는 경제 체제로 방향을 바꾸는 것이 더 근본적이 방법이다. 심층 생태학은 자연을 될 수 있는대로 적게 변형시키고 인간이 자연에 좀 더 맞추어 가려는 태도이며, 자연과 인간의 조화를 모색하는 작업이라고 볼 수 있다.
1960년대 이후에 대량 산업 사회에 대한 대안으로 환경 친화적, 분권적, 소규모적 중간 기술들이 제안되었다. 그러나 현재의 시장 경제 하에서 이윤을 창출하지 못하는 생태적 대안 기술이 기존의 기업이나 정부, 대학 연구소에서 발전될 수 있는 가능성은 거의 없다. 종이를 재활용하는 비용이 새 원료를 사용하여 생산하는 비용보다 비싸다면 자본주의 경제 체제에서 자발적 자원 재활용은 기대하기 힘들다. 또, 환경 공해의 주범인 화석 연료 대신 태양 에너지나 풍력을 사용하는 것이 바람직하지만, 실제로는 대한민국의 서울과 경기도를 아우르는 수도권에서 필요한 동력을 태양이나 풍력에서 얻으려면 수도권 전체를 태양열 집열판과 풍차로 뒤덮어도 부족하다.
환경 문제와 자원 위기에 처한 21세기 인류에게 현대 산업 사회와 같은 대규모 생산 체제와 밀집된 도시 생활은 맞지 않는 모형이라는 결론을 내릴 수밖에 없다. 즉, 인류는 앞으로는 지금처럼 고층 빌딩을 지어 엘리베이터를 가동시키고 넉넉하게 난방하고, 냉방하는 식의 생활을 영위할 여력이 없다는 의미이다. 지구 환경 문제에 대한 유일한 해답은 인류가 기본 가치관, 세계관을 근본적으로 변화시키는 것 뿐이다. 자연을 과학 기술을 이용하여 최대한 이용 가능한 자원으로 보는 인간 중심주의 사고에서 벗어나, 인류와 지구상의 모든 생명, 무생물 환경이 하나의 그물망으로 상호 연결되어 있으며 인간은 그 그물의 한 부분에 불과한 것으로 보는 유기체적, 시스템적, 생태학적 세계관으로의 사고의 전환이 이루어져야 할 것이다.
생태주의자들은 이것을 자아의 녹화라고 표현한다. 그들은 환경이라는 용어도 생태로 바꿀 것을 요구한다. 환경이 모든 자연이 인간을 위해 존재한다는 인간중심주의 인상이 강한 데 비해 생태라는 용어는 인간 이외의 생물체는 인간에게 얼마나 유용한가와 관계없이 독립적인 가치를 지니는 것으로 보는 생태 중심주의 입장을 표현하기 때문이다. 이들은 과학 기술에 의한 환경 재앙을 막기 위해 역시 과학과 기술에 의존해야만 한다면, 창과 방패의 모순이 될 것이라고 믿는다.
이러한 생태주의가 구체적으로 미국과 유럽의 선진 기업들에서 실천 화룡된 사례들이 계속 발표되고 있다. 우리 사회에서도 생태 위기에 대한 인식이 확산되고 다양환 환경 운동이 전개되고 있다. 그간 유기 농업 기술이나 환경ㆍ재생 기술 등에 대한 산발적인 탐색이 없지는 않았으나, 이제 대안적 사회 발전 모델을 지향하는 전체적인 틀 속에서 환경 친화적인 대얀 기술에 대한 본격적인 연구와 실천 작업이 이루어져야 할 것이다.

### 과학자의 사회적 책임과 윤리 의식
20세기의 과학은 인류의 복지에 크게 기여한 것이 사실이지만, 동시에 엄청난 파괴력을 가진 원자 폭탄과 화학 무기를 만들어 냈고 심각한 환경 파괴를 가져왔다. DDT의 예에서 보듯 새로운 화학 물질 개발 과정에서 실수를 저지르기도 하였다. 과학이 가져다 준 물질적 풍요에서 물질 만능주의와 생명 경시 풍조도 생겨났다. 21세기 들어, 특히 생명체의 유전자 변형과 동물 복제 기술이 무서운 속도록 발전하고 있어 이러한 과학 기술을 다루는 과학자의 사회적 책임과 윤리 의식 문제는 더욱 중요한 의제로 되었다. 2001년 8월에는 이탈리아의 한 의사가 인간을 복제할 준비를 마쳤다고 발표하여 세계를 혼란에 빠뜨렸다.
과학의 연구 결과는 사회에서 여러 가지로 활용될 수 있고 그 과정에서 과학자의 의견이 반영되는 경우는 거의 없었다. 과학자들은 자신이 책임질 수 없는 결과를 이 세상에 내놓는 것과 같다. 그렇다고 과학자에게 사회적 책임이 전혀 없는 것은 아니다. 과학자는 자신이 개발한 물질을 활용하는 과정에서 나타날 수 있는 위험성을 충분히 알리고 그런 물질의 사용에 대해 사회적 합의를 도출하는데 적극 협조해야 한다. 그리고 그 물질을 사용하는 사람들에게 충분한 지식을 제공해야 할 것이다.

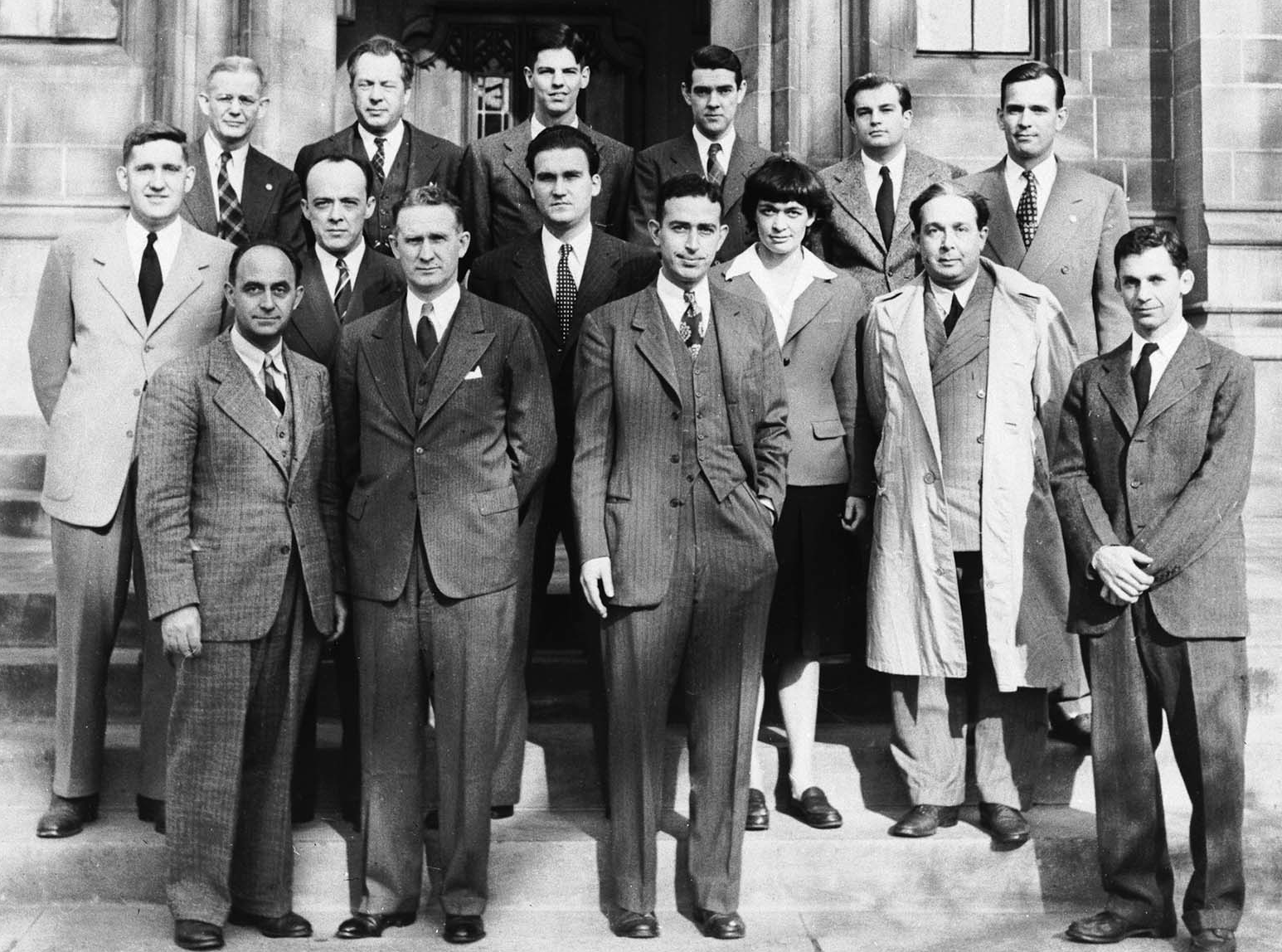
세계 최초로 핵분열 연쇄 반응 실험을 성공시킨 이탈리아 출신 물리학자 엔리코 페르미(아랫줄 가운데)와 그의 동료들

그동안 과학자들은 첨단 전문가 배출 프로그램을 거쳐 지식과 기술은 익혔지만 도덕적 소양 교육을 별도로 받은 적은 없었다. 앞으로 대학교와 중등 교육기관들은 과학 교과 과정에 생명 윤리를 비롯한 윤리적 이슈를 포함할 것이 권유되고 있다. 궁극적 목표는 윤리가 과학 발전의 중요한 부분이 되도록 하는 것이다. 이러한 것에 대하여 물리학자 프리먼 다이슨은 아래와 같이 언급하였다.
| “ | 우리 인류가 선택하는 윤리가 인간적이고 합리적이려면 과학과 종교가 일치해야 합니다. 인류의 미래는 과학과 종교의 일치에 달려 있는 것이라 할 수 있겠습니다. | ” |

20세기의 과학은 전쟁과 무기 개발로부터 진보하였다고 하여도 과언이 아니다. 제1차 세계 대전에는 폭격기와 유독 가스가, 제2차 세계 대전에는 원자 폭탄이 개발되었다. 원자 폭탄은 인류 역사상 과학 전체에 사용된 총자금보다도 많은 돈이 지출되어 3년이라는 믿을 수 없는 짧은 기간 안에 만들어졌다. 또, 전쟁으로 통신, 운송 분야에 발전이 집중되었으며, 휴대 전화, 불도저, 지프차, 자동소총, 레이다 추적 장치 들은 제2차 세계 대전과 전후의 냉전 시대의 산물이다. DDT와 페니실린은 전쟁 수행의 필요에 의해 평화시에는 불가능했을 속도로 개발되고 폭발적으로 사용되었다.
군사 과학 연구는 정부 주도 하에 비밀리에 진행되며, 여기에 동원된 과학자들은 자신이 수행하는 연구의 사회적ㆍ도덕적 책임감과 관련하여 주관대로 행동할 수 없었다. 따라서 많은 저명한 과학자들이 정치적인 이유로 지도적 지위에서 내쫓겼다. 미국과 소련이 핵무기 금지에 합의하면서 더 위험한 수소 폭탄을 개발하기 위해 전력을 기울이는 데 반대하여 로버트 오펜하이머가 공직에서 밀려난 것이 대표적인 사례이다. 이러한 공공연한 압력에도 불구하고 과학자들은 세계 곳곳에서 핵전쟁의 위험성과 과학을 전쟁 목적에 사용하는 것에 대해 저항해왔다.
1955년 러셀과 아인슈타인은 전쟁의 종식을 요구하는 선언서를 발표하였다. 이들의 촉구로 1957년에는 캐나다 노바스코샤 주의 퍼그워시라는 어촌 마을에서 처음으로 동서 양쪽 진영의 주요 과학자 22명이 모여 과학자들의 전쟁에 대한 책임을 논의하였다. 이들은 그 후 10회 이상의 회의를 가졌고, 영국에서 열렸던 9차, 10차 회의에서는 단계적인 무장 해제를 위한 합리적인 제안을 만들었다. 이것은 나중에 미국과 소련의 핵실험 중지 협상에서 채택되었다. 그 후 생물 무기 금지 조약, 화학 무기 금지 조약, 포괄적 핵실험 금지 조약 등 대량 살상 무기 확산 방지를 위해 노력하였다. 현재 퍼그워시 회의는 과학과 세계 문제에 관심을 쏟는 국제적 과학자 조직으로 꾸준히 활동하고 있다.

## 같이 보기
- 과학사
- 현대물리학

## 참고 문헌
- 21세기 과학의 쟁점 : 임경순, 사이언스북스, 2000
- 21세기를 향한 에너지 : 한국원자력연구소, 한국원자력연구소, 1993
- 과학사 : 천재교육(교육인적자원부), 한국교원대학교 과학교육연구소, 2003
- 개념으로 엮은 자연과학개론 : Hewitt외 3인 공저(장낙한 외 3인 공역), Addison Wesley Korea, 2004
- 생명과학개론 : 리키 루이스저(박용근 외 공역), 정문각, 2001
- 생물과 인간 그리고 문화 : 연세대학교, 연세대학교 출판부, 2001
- 생활과 과학 : 천재교육(교육인적자원부), 한국교원대학교 과학교육연구소, 2003
- 인공생명 : 스티븐 레비, 사민서각, 1992
- 현대 과학과 기술 : 천재교육(교육인적자원부), 한국교원대학교 과학교육연구소, 2003
- The First Biology, Miller, K. 외 1인 공저, Prentice Hall, 1991